# Thiago Rodrigues de Souza
Thiago Rodrigues de Souza (Campo Grande, 18 marzo 1997) è un calciatore brasiliano, centrocampista del Stal Stalowa Wola.

## Caratteristiche tecniche
È un centrocampista offensivo.

## Carriera
Inizia la propria carriera con il Red Bull Brasil, nel Campionato Paulista e nell'Operário-MS prima di approdare in Europa nel 2019 fra le file del Sandecja Nowy Sącz. Con il club polacco gioca 19 partite di seconda divisione e nel gennaio del 2020 viene acquistato dal KS Cracovia.

## Statistiche
Statistiche aggiornate al 20 gennaio 2021.

### Presenze e reti nei club
| Stagione        | Squadra            | Campionato      | Campionato | Campionato | Coppe nazionali | Coppe nazionali | Coppe nazionali | Coppe continentali | Coppe continentali | Coppe continentali | Altre coppe | Altre coppe | Altre coppe | Totale | Totale | Totale |
| Stagione        | Squadra            | Comp            | Pres       | Reti       | Comp            | Pres            | Reti            | Comp               | Pres               | Reti               | Comp        | Pres        | Reti        | Pres   | Reti   |        |
| --------------- | ------------------ | --------------- | ---------- | ---------- | --------------- | --------------- | --------------- | ------------------ | ------------------ | ------------------ | ----------- | ----------- | ----------- | ------ | ------ | ------ |
| 2018            | Red Bull Brasil    | A1/SP           | 2          | 0          |                 | -               | -               |                    | -                  | -                  |             | -           | -           | 2      | 0      |        |
| 2019            | Operário-MS        | A/MS+D          | 0+5        | 0          |                 | -               | -               |                    | -                  | -                  |             | -           | -           | 5      | 0      |        |
| 2019-2020       | Sandecja Nowy Sącz | 1L              | 19         | 2          | CP              | 2               | 1               |                    | -                  | -                  |             | -           | -           | 21     | 3      |        |
| 2019-2020       | KS Cracovia        | EK              | 12         | 0          | CP              | 2               | 0               |                    | -                  | -                  |             | -           | -           | 14     | 0      |        |
| 2020-2021       | KS Cracovia        | EK              | 13         | 1          | CP              | 1               | 0               | UEL                | 0                  | 0                  | SP          | 0           | 0           | 14     | 1      |        |
| Totale carriera | Totale carriera    | Totale carriera | 51         | 3          |                 | 5               | 1               |                    | 0                  | 0                  |             | 0           | 0           | 56     | 4      |        |

## Palmarès
- Coppa di Polonia: 1

KS Cracovia: 2019-2020
- Supercoppa di Polonia: 1

KS Cracovia: 2020